# Litle Hosøyna
Litle Hosøyna est une île dans le landskap Sunnhordland du comté de Vestland. Elle appartient administrativement à Masfjorden.

## Géographie
Rocheuse et pratiquement désertique, au sud de Hosøyna dont elle n'est séparée que d'une dizaine de mètres, à fleur d'eau, elle s'étend sur environ 319 m de longueur pour une largeur approximative maximale de 247 m. 